# Hussein Khodja (Algérie)
Hussein Khodja, est un dey d'Alger qui règne quelques années de 1705 à 1707.

## Règne
Il arrive au pouvoir après que son prédécesseur Hadj Mustapha prenne la fuite et soit mis à mort à la suite de l'échec final de son expédition en Tunisie. 
Arrivé au pouvoir il change d'approche et relâche, un captif prestigieux, l'ancien bey de Tunis Ibrahim Cherif contre la promesse du paiement de 150 000 piastres.